# برد کرونیگ
برد کرونیگ (زاده ۲۳ آوریل ۱۹۷۹میلادی)؛ مدل آمریکایی‌ست.
برد فعالت مدلینگ خود را در سال ۲۰۰۲ میلادی و با همکاری کارل آغاز کرد.